# Ванфуцзин

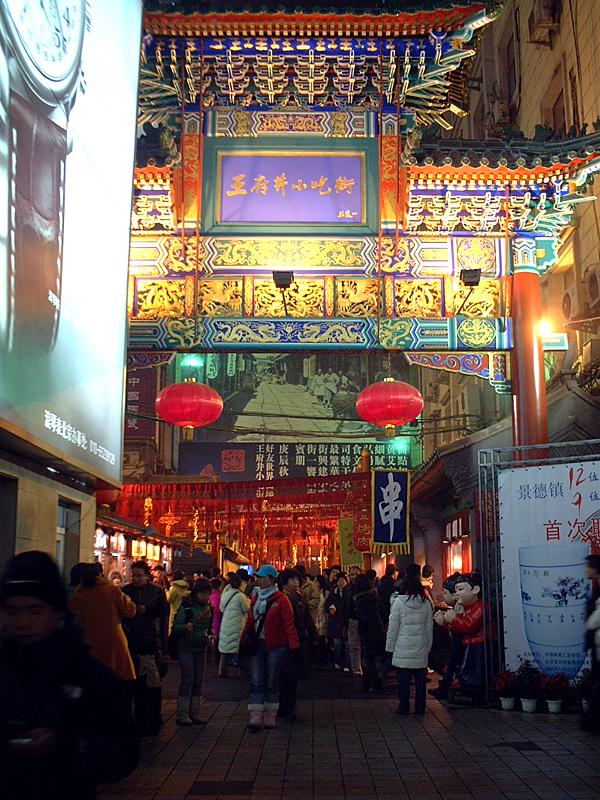
Традиционные китайские ворота в ночном супермаркете на Ванфуцзе

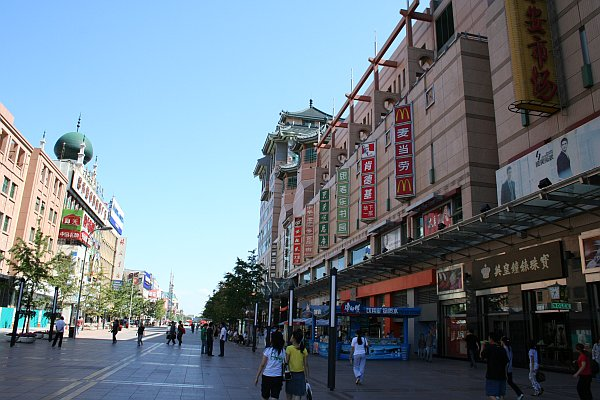

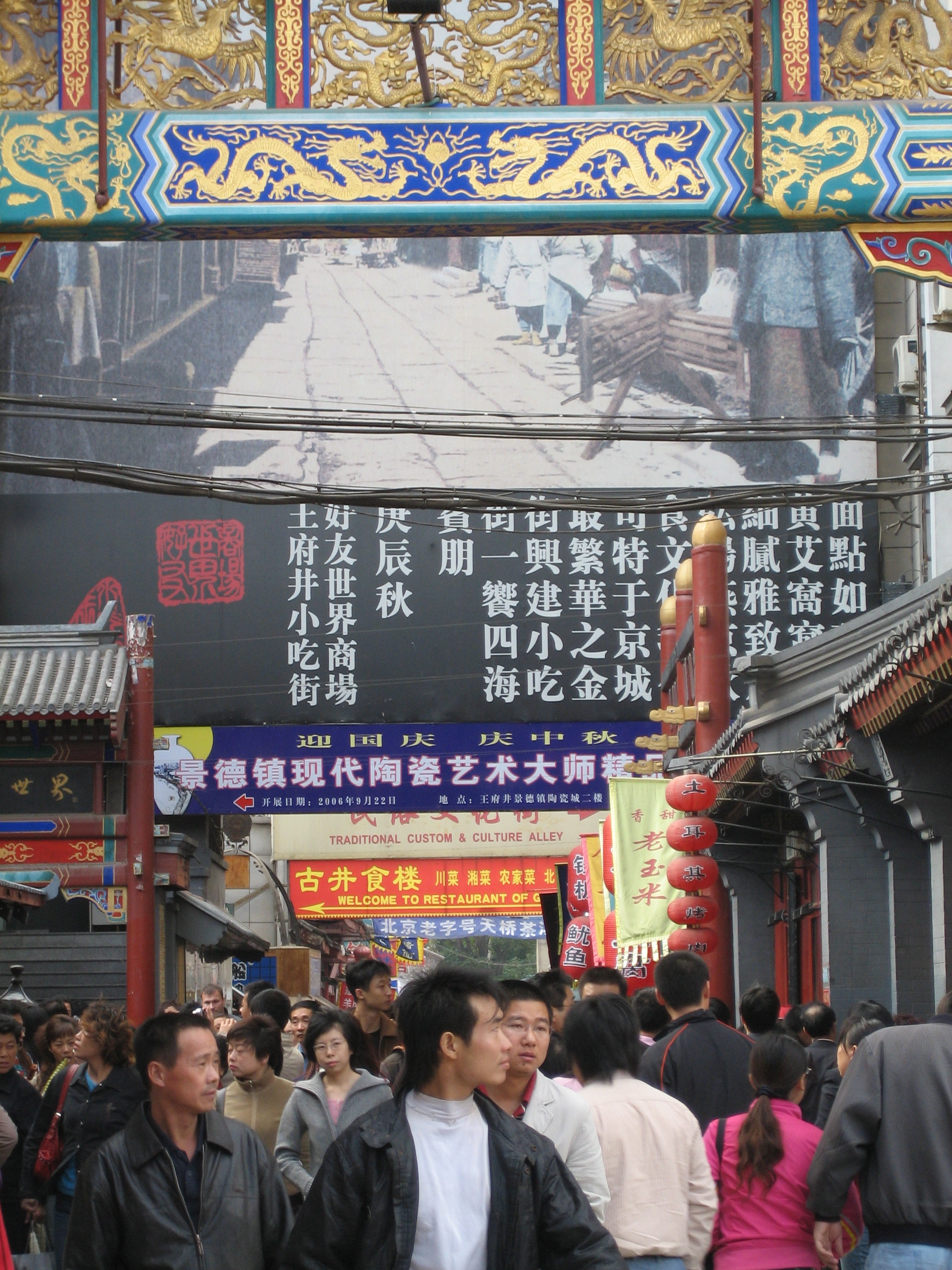

Ванфуцзин (кит. 王府井) — улица города Пекина, расположенная в районе Дунчэн (Восточный город). Одна из самых известных торговых улиц в Пекине. Иногда её называют «первая улица в Китае» (кит. 中国第一街). Большая часть улицы пешеходная и закрыта для проезда автомобилей и других транспортных средств. Длина не превышает 1000 метров.
С середины правления династии Мин в этом месте началась оживленная торговля. Во времена династии Цин здесь были построены десять резиденций принцесс и аристократов, а также источник, это дало название улице «Ван Фу» (резиденция аристократов), «Цзин» (источник). Во времена династии Цин улица называлась Ванфуцзе (кит. 王府街) или Ванфудацзе (кит. 王府大街). В 1903 году был основан рынок Дунъань (кит. 东安).

## История

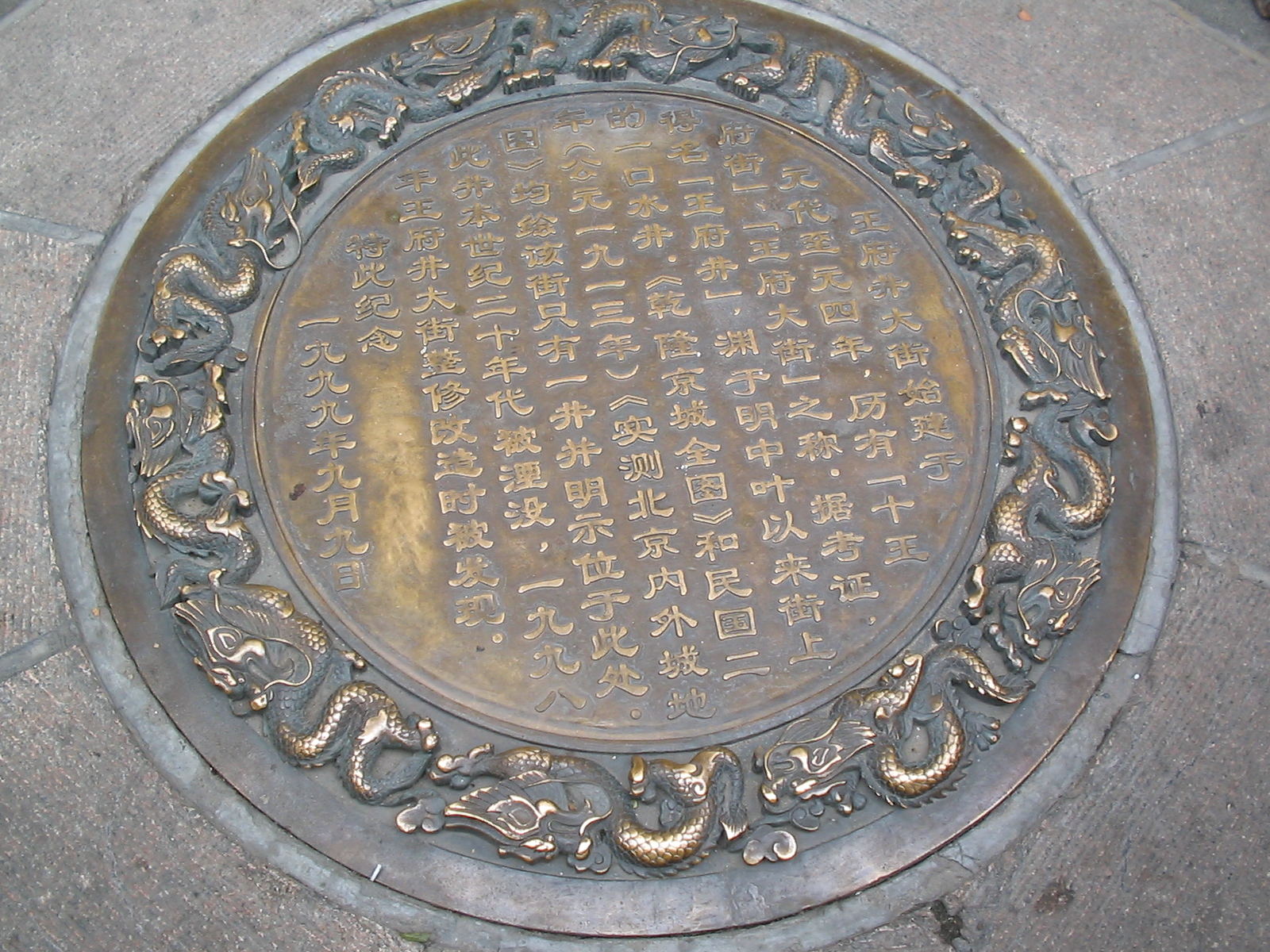
Источник Ван Фу, который дал название улице

В 1915 году согласно планам изменения города Пекина улица была разделена на три части.
Также в середине 1910-х гг. Ванфуцзе была ранее известна как улица Моррисона (англ. Morrison Street) в честь английского журналиста Джорджа Эрнеста Моррисона.
Во времена культурной революции Ванфуцин стала назваться Народная улица (кит. 人民路). В 1975 году улице было возвращено историческое название.
С 1949 года до конца 1990-х гг. троллейбусы, автобусы и другой транспорт ходил непосредственно по улице, но в 1999 и 2000 гг. были проведены изменения в дорожном движении и большая часть улицы стала пешеходной. Основной транспорт проходит к востоку от Ванфуцзин.
Кроме того, с 1996 года начинается плановая реконструкция улицы. Ванфуцзин становится еще и подземной улицей, расширяются торговые площади.

## Магазины

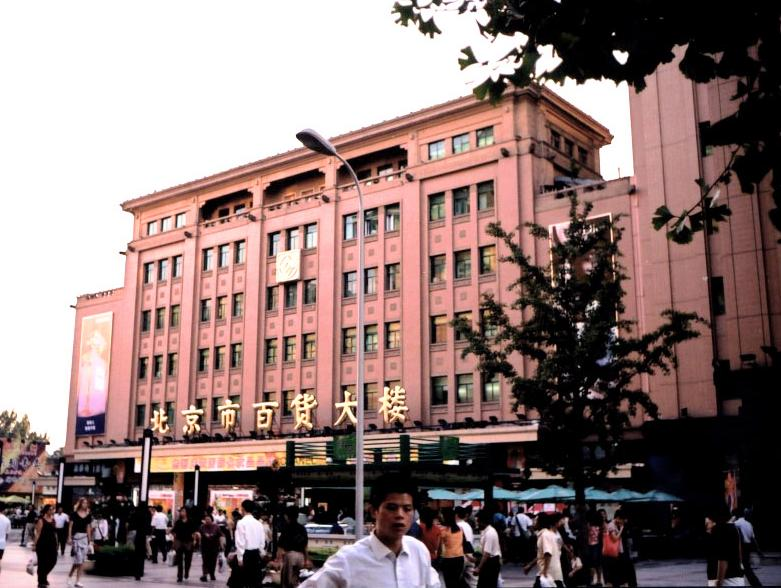

Ванфуцзин — родина около 280 известных брендов Пекина, таких как Магазин головных уборов Шэнсифу (англ. Shengxifu hat store,кит. 盛锡福), Магазин обуви Туншэнхэ (англ. Tongshenghe shoe shop), Чайный магазин Уюйтай (англ. Wuyutai tea house), жареная утка Цюаньцзюйдэ (кит. 全聚德). На улице была расположена первая фотостудия, которая официально запечатлела первого китайского лидера Сунь Ятсена. Мадам Сунь Ятсен помогла основать Новый магазин для женщин и детей (англ. New China Woman and Children Department Store).

## Улица закусок
Ночной рынок Ванфуцзе — называют рынком экзотической еды или Улицей закусок. Здесь можно встретить жареных насекомых, скорпионов, а также обитателей глубин. Также можно встретить экзотических животных или их части, которые предназначены для еды, что может шокировать западного обывателя. Кроме того, встречаются и традиционные китайские закуски — шашлычки «чуань» (или «чуар» (кит. 串儿) или сладкие «Тан хулу» (кит. 糖葫芦).

## Метро

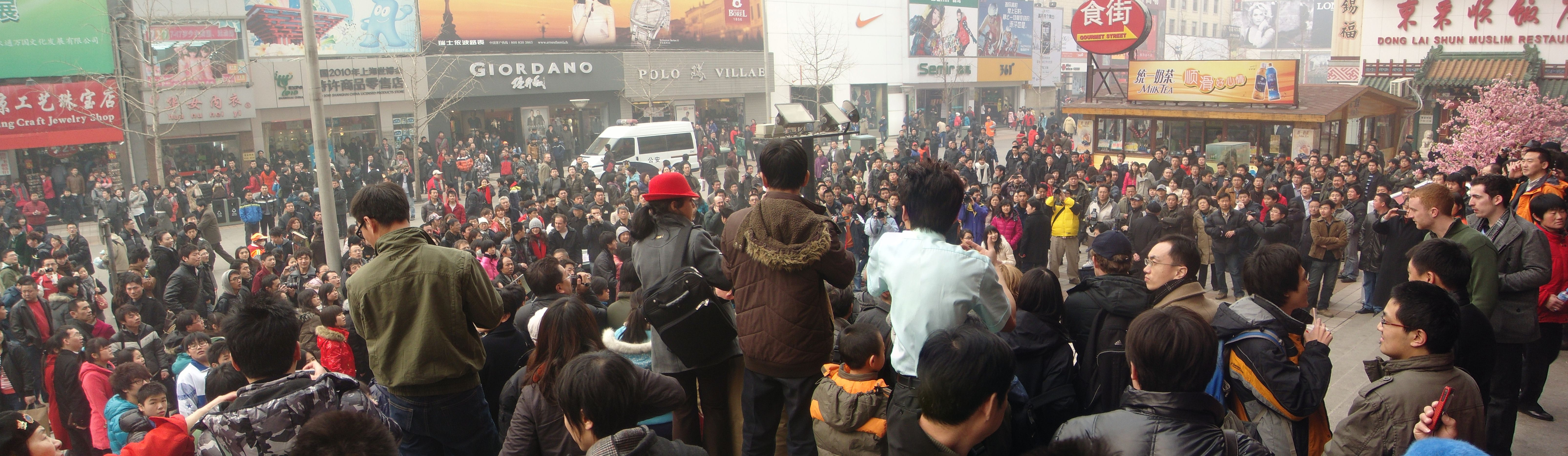
Политическая демонстрация в районе Ванфуцзин

На Ванфуцзе есть станция Пекинского метро, Линия 1 — на южной оконечности улицы.